# 松枝到
松枝 到（まつえだ いたる、1953年 - 2023年12月4日）は、日本の文化史家、美術史家。和光大学名誉教授。

## 経歴
出生から修学期
1953年、中国文学者・松枝茂夫の子として神奈川県鎌倉市で生まれた。和光大学人文学部芸術学科で学び、西洋美術史を専攻。同大学では前田耕作の指導を受けた。卒業後は、早稲田大学大学院に進み、修士課程を修了。
美術・美術史研究者として
卒業後は編集者として働く一方で、アジア文化史を中心に評論活動を展開。和光大学表現学部教授をつとめ、2023年3月末をもって定年退職。2023年12月4日、癌のため死去。

## 家族・親族
- 父：松枝茂夫は中国文学者。東京都立大学名誉教授。

## 著作

### 著書
- 『外のアジアへ、複数のアジアへ』思潮社 1988
- 『密語のゆくえ』(シリーズ物語の誕生) 岩波書店 1992
- 『アジア言遊記：ことば、峠をわたる』大修館書店 1996
- 『奪われぬ声に耳傾けて：ことばと歴遊』書肆山田 2004
- 『アジアとはなにか』大修館書店 2005
- 『アジア文化のラビリンス』大修館書店 2007
- 『イメージの産出：文化と歴史の編みもの』せりか書房 2017

### 共編著
- 『ユーモアと笑いの至福』平凡社(東洋文庫,ふしぎの国) 1989
- 『叛乱者たちの夢』平凡社(東洋文庫,ふしぎの国) 1989
- 『異国への旅・彼岸への旅』平凡社(東洋文庫,ふしぎの国) 1989
- 『笑う人間/笑いの現在』西村清和共著、ポーラ文化研究所 1994
- 『ヴァールブルク学派：文化科学の革新』編者代表、平凡社(ヴァールブルクコレクション) 1998
- 『神話・象徴・イメージ：前田耕作退任記念論集』蔵持不三也・永澤峻共編、原書房 2003
- 『象徴図像研究：動物と象徴』和光大学総合文化研究所編、言叢社 2006[4]

### 訳書
- 『シンボルの遺産』フリッツ・ザクスル（英語版）著、栗野康和共訳、せりか書房 1980
  - 改訂文庫化 ちくま学芸文庫 2005
- 『衣裳のフォークロア』ピョートル・ボガトゥイリョフ（ロシア語版）著、中沢新一共訳、せりか書房 1981
- 『イコノゲネシス：イメージからイコンへ』H・W・ジャンソン（英語版）,ヤン・ビャウィトスキ（英語版）著、西野嘉章共訳、平凡社(叢書ヒストリー・オヴ・アイディアズ) 1987
- 『シャーマン：異界への旅人』(イメージの博物誌 26) ジョーン・ハリファクス（英語版）著、平凡社 1992